# Фуртіа
Фуртіа (кат. Fortià) - муніципалітет, розташований в Автономній області Каталонія, в Іспанії. Знаходиться у районі (кумарці) Ал Ампурда провінції Жирона, згідно з новою адміністративною реформою перебуватиме у складі баґарії Жирона.

## Населення
Населення міста (у 2007 р.) становить 605 осіб (з них менше 14 років - 14,2%, від 15 до 64 - 65,3%, понад 65 років - 20,5%). У 2006 р. народжуваність склала 5 осіб, смертність - 7 осіб, зареєстровано 4 шлюби. У 2001 р. активне населення становило 241 особа, з них безробітних - 15 осіб.

Серед осіб, які проживали на території міста у 2001 р., 399 народилися в Каталонії (з них 321 особа у тому самому районі, або кумарці), 99 осіб приїхало з інших областей Іспанії, а 26 осіб приїхало з-за кордону. 

Університетську освіту має 10,4% усього населення. 

У 2001 р. нараховувалося 194 домогосподарства (з них 22,2% складалися з однієї особи, 27,3% з двох осіб,24,7% з 3 осіб, 18% з 4 осіб, 5,7% з 5 осіб, 1,5% з 6 осіб, 0,5% з 7 осіб, 0% з 8 осіб і 0% з 9 і більше осіб).

Активне населення міста у 2001 р. працювало у таких сферах діяльності : у сільському господарстві - 15%, у промисловості - 12,8%, на будівництві - 22,1% і у сфері обслуговування - 50%. 

 У муніципалітеті або у власному районі (кумарці) працює 133 особи, поза районом - 145 осіб.

### Безробіття
У 2007 р. нараховувалося 13 безробітних (у 2006 р. - 10 безробітних), з них чоловіки становили 46,2%, а жінки - 53,8%.

## Економіка

### Підприємства міста

#### Промислові підприємства
| \| Промислові підприємства міста, за сферою діяльності \| Промислові підприємства міста, за сферою діяльності \| Промислові підприємства міста, за сферою діяльності \| \| Рік \| 2002 р. \| 2001 р. \| \| --------------------------------------------------- \| --------------------------------------------------- \| --------------------------------------------------- \| \| Енергетичні та водні ресурси \| 20% \| 25% \| \| Хімія та метали \| 20% \| 0% \| \| Переробка металів \| 40% \| 50% \| \| Продукти харчування \| 0% \| 0% \| \| Текстиль \| 0% \| 0% \| \| Виробництво меблів, видання \| 20% \| 25% \| \| Інше \| 0% \| 0% \| \| Усього підприємств \| 5 \| 4 \| |         |         |
| Промислові підприємства міста, за сферою діяльності |         |         |
| Рік | 2002 р. | 2001 р. |
| Енергетичні та водні ресурси | 20%     | 25%     |
| Хімія та метали | 20%     | 0%      |
| Переробка металів | 40%     | 50%     |
| Продукти харчування | 0%      | 0%      |
| Текстиль | 0%      | 0%      |
| Виробництво меблів, видання | 20%     | 25%     |
| Інше | 0%      | 0%      |
| Усього підприємств | 5       | 4       |

#### Роздрібна торгівля
| \| Підприємства роздрібної торгівлі міста, за сферою діяльності \| Підприємства роздрібної торгівлі міста, за сферою діяльності \| Підприємства роздрібної торгівлі міста, за сферою діяльності \| \| Рік \| 2002 р. \| 2001 р. \| \| ------------------------------------------------------------ \| ------------------------------------------------------------ \| ------------------------------------------------------------ \| \| Продукти харчування \| 33,3% \| 33,3% \| \| Одяг та взуття \| 0% \| 0% \| \| Товари для дому \| 22,2% \| 22,2% \| \| Книги та періодичні видання \| 0% \| 0% \| \| Промислова хімічна продукція \| 22,2% \| 22,2% \| \| Продукція, пов'язана з транспортними засобами \| 11,1% \| 11,1% \| \| Інше \| 11,1% \| 11,1% \| \| Усього підприємств \| 9 \| 9 \| |         |         |
| Підприємства роздрібної торгівлі міста, за сферою діяльності |         |         |
| Рік | 2002 р. | 2001 р. |
| Продукти харчування | 33,3%   | 33,3%   |
| Одяг та взуття | 0%      | 0%      |
| Товари для дому | 22,2%   | 22,2%   |
| Книги та періодичні видання | 0%      | 0%      |
| Промислова хімічна продукція | 22,2%   | 22,2%   |
| Продукція, пов'язана з транспортними засобами | 11,1%   | 11,1%   |
| Інше | 11,1%   | 11,1%   |
| Усього підприємств | 9       | 9       |

#### Сфера послуг
| \| Підприємства міста, що працюють у сфері послуг, за діяльністю \| Підприємства міста, що працюють у сфері послуг, за діяльністю \| Підприємства міста, що працюють у сфері послуг, за діяльністю \| \| Рік \| 2002 р. \| 2001 р. \| \| ------------------------------------------------------------- \| ------------------------------------------------------------- \| ------------------------------------------------------------- \| \| Гуртова торгівля \| 29,6% \| 35% \| \| Готелі та готельний бізнес \| 14,8% \| 15% \| \| Транспорт та зв'язок \| 18,5% \| 20% \| \| Посередницькі фінансові послуги \| 3,7% \| 5% \| \| Послуги підприємствам \| 0% \| 0% \| \| Послуги фізичним особам \| 25,9% \| 20% \| \| Нерухомість та ін. \| 7,4% \| 5% \| \| Усього підприємств \| 27 \| 20 \| |         |         |
| Підприємства міста, що працюють у сфері послуг, за діяльністю |         |         |
| Рік | 2002 р. | 2001 р. |
| Гуртова торгівля | 29,6%   | 35%     |
| Готелі та готельний бізнес | 14,8%   | 15%     |
| Транспорт та зв'язок | 18,5%   | 20%     |
| Посередницькі фінансові послуги | 3,7%    | 5%      |
| Послуги підприємствам | 0%      | 0%      |
| Послуги фізичним особам | 25,9%   | 20%     |
| Нерухомість та ін. | 7,4%    | 5%      |
| Усього підприємств | 27      | 20      |

## Житловий фонд
У 2001 р. 2,6% усіх родин (домогосподарств) мали житло метражем до 59 м², 21,6% - від 60 до 89 м², 32% - від 90 до 119 м² і
43,8% - понад 120 м².

З усіх будівель у 2001 р. 35,6% було одноповерховими, 59,5% - двоповерховими, 4,9
% - триповерховими, 0% - чотириповерховими, 0% - п'ятиповерховими, 0% - шестиповерховими,
0% - семиповерховими, 0% - з вісьмома та більше поверхами.

## Автопарк
| \| Автомобілі, зареєстровані у місті, за призначенням \| Автомобілі, зареєстровані у місті, за призначенням \| Автомобілі, зареєстровані у місті, за призначенням \| \| Рік \| 2006 р. \| 2005 р. \| \| -------------------------------------------------- \| -------------------------------------------------- \| -------------------------------------------------- \| \| Приватні автомобілі \| 59,3% \| 60,3% \| \| Мотоцикли \| 9,8% \| 8,6% \| \| Вантажівки \| 27,4% \| 27,9% \| \| Трактори \| 0,5% \| 0,5% \| \| Автобуси та ін. \| 3% \| 2,7% \| \| Усього автомобілів \| 605 шт. \| 594 шт. \| |         |         |
| Автомобілі, зареєстровані у місті, за призначенням |         |         |
| Рік | 2006 р. | 2005 р. |
| Приватні автомобілі | 59,3%   | 60,3%   |
| Мотоцикли | 9,8%    | 8,6%    |
| Вантажівки | 27,4%   | 27,9%   |
| Трактори | 0,5%    | 0,5%    |
| Автобуси та ін. | 3%      | 2,7%    |
| Усього автомобілів | 605 шт. | 594 шт. |

## Вживання каталанської мови
У 2001 р. каталанську мову у місті розуміли 99% усього населення (у 1996 р. - 98,3%), вміли говорити нею 89,1% (у 1996 р. - 
87,1%), вміли читати 87,7% (у 1996 р. - 78,3%), вміли писати 60,6
% (у 1996 р. - 41,1%). Не розуміли каталанської мови 1%.

## Політичні уподобання
У виборах до Парламенту Каталонії у 2006 р. взяло участь 275 осіб (у 2003 р. - 302 особи). Голоси за політичні сили розподілилися таким чином:
| \| Вибори до Парламенту Каталонії \| Вибори до Парламенту Каталонії \| Вибори до Парламенту Каталонії \| \| Рік \| 2006 р. \| 2003 р. \| \| -------------------------------------- \| ------------------------------ \| ------------------------------ \| \| Конвергенція та Єднання (CiU) \| 36% \| 34,8% \| \| Соціалістична партія Каталонії (PSC) \| 25,5% \| 24,2% \| \| Народна партія (PP) \| 5,5% \| 5,6% \| \| Ініціатива за зелену Каталонію (IC) \| 16% \| 8,9% \| \| Республіканська лівиця Каталонії (ERC) \| 15,3% \| 23,5% \| \| Громадянська партія (C's) \| 0% \| 0% \| \| Інші \| 1,8% \| 3% \| |         |         |
| Вибори до Парламенту Каталонії |         |         |
| Рік | 2006 р. | 2003 р. |
| Конвергенція та Єднання (CiU) | 36%     | 34,8%   |
| Соціалістична партія Каталонії (PSC) | 25,5%   | 24,2%   |
| Народна партія (PP) | 5,5%    | 5,6%    |
| Ініціатива за зелену Каталонію (IC) | 16%     | 8,9%    |
| Республіканська лівиця Каталонії (ERC) | 15,3%   | 23,5%   |
| Громадянська партія (C's) | 0%      | 0%      |
| Інші | 1,8%    | 3%      |

У муніципальних виборах у 2007 р. взяло участь 365 осіб (у 2003 р. - 256 осіб). Голоси за політичні сили розподілилися таким чином:
| \| Муніципальні вибори \| Муніципальні вибори \| Муніципальні вибори \| \| Рік \| 2007 р. \| 2003 р. \| \| -------------------------------------- \| ------------------- \| ------------------- \| \| Конвергенція та Єднання (CiU) \| 0% \| 0% \| \| Соціалістична партія Каталонії (PSC) \| 64,7% \| 93,8% \| \| Народна партія (PP) \| 0% \| 6,2% \| \| Ініціатива за зелену Каталонію (IC) \| 0% \| 0% \| \| Республіканська лівиця Каталонії (ERC) \| 35,3% \| 0% \| \| Громадянська партія (C's) \| 0% \| 0% \| \| Інші \| 0% \| 0% \| |         |         |
| Муніципальні вибори |         |         |
| Рік | 2007 р. | 2003 р. |
| Конвергенція та Єднання (CiU) | 0%      | 0%      |
| Соціалістична партія Каталонії (PSC) | 64,7%   | 93,8%   |
| Народна партія (PP) | 0%      | 6,2%    |
| Ініціатива за зелену Каталонію (IC) | 0%      | 0%      |
| Республіканська лівиця Каталонії (ERC) | 35,3%   | 0%      |
| Громадянська партія (C's) | 0%      | 0%      |
| Інші | 0%      | 0%      |